# جک ویزدم
جک ویزدم (انگلیسی: Jack Wisdom؛ زادهٔ ۲۸ ژانویهٔ ۱۹۵۳) دانشمند اهل ایالات متحده آمریکا است. او استاد دانشگاه MIT بود. یکی از مهمترین نظریه های وی آشفتگی در چرخش سیارات  و گردش آنها به دور خورشید در منظومه شمسی است.